# Пиратская партия
Пиратские партии — политические партии, целью которых является реформа законодательства в области интеллектуальной собственности, патентов, копирайта. Они выступают за реформы в области интеллектуальной собственности, свободный некоммерческий обмен информацией и недопустимость его преследования по закону, а также за неприкосновенность частной жизни.

## История
Первая пиратская партия с названием Piratpartiet была основана 1 января 2006 года. Идея её создания возникла в 2005 г. у шведского политика и предпринимателя в области информационных технологий Рикарда Фальквинге во время громких дебатов об изменениях в законодательстве в области авторского права, которые так и не привели к существенному результату. Опираясь на поддержку интернет-пользователей, партия быстро обрела популярность, которая ещё больше прибавилась благодаря появлению «антидота» — сайта «Антипиратской партии», которая объявила себя поборником усиления преследования киберпреступников. Однако развитие «антипиратского движения» на этом прекратилось. Было создано молодёжное крыло партии Ung Pirat («Молодые пираты»), ставшее крупнейшей молодёжной политической организацией Швеции.
1 января 2011 г. Рикард Фальквинге, основатель партии, покинул свой пост руководителя и продолжил развитие международного Пиратского движения.

### Упсальская декларация
В 2009 году на конференции «Интернационала Пиратских Партий» в городе Упсала (Швеция) европейские пиратские партии договорились об общих целях для участия в выборах в Европейский парламент. Главными вопросами стали:
- реформа авторского права,
- освобождение некоммерческой деятельности от законодательного регулирования,
- запрещение DRM технологии,
- реформа патентного права,
- укрепление гражданских прав,
- прозрачное государственное управление,
- быстрое и справедливое судебное разбирательство и свобода слова,
- расширение права на анонимность в процессе коммуникации.

### Пражская декларация
На конференции «Интернационала Пиратских Партий» в 2012 году в Праге (Чехия) европейские партии пиратов договорились участвовать в выборах в Европейский парламент в 2014 году с общей программой, а также о создании европейской политической партии. За Декларацией последовали конференции в Потсдаме и Барселоне.

## Международное Пиратское движение
Помимо Пиратских партий отдельных государств существуют региональные партии (например, штат Флорида, США; Каталония, Испания), «надрегиональная» Европейская пиратская партия, а также международная партия Пираты без границ. С 2006 года формировалась неправительственная организация «Интернационал пиратских партий». Официально она функционирует с 2010 года.

## Национальные пиратские партии
Опыт создания Пиратской партии в Швеции поддержали и в других странах: в Испании, Австрии, Германии и многих других. В настоящее время 64 такие партии уже созданы или находятся в процессе создания, более 600 000 людей стали участниками этого движения.
| Страна               | Название                                                                    | Регистрационный статус                                                                        | Член Пиратского Интернационала                   | Выборы                                                      |
| -------------------- | --------------------------------------------------------------------------- | --------------------------------------------------------------------------------------------- | ------------------------------------------------ | ----------------------------------------------------------- |
| Австралия            | Pirate Party Australia                                                      | Активна, но не зарегистрирована                                                               | Да                                               | Нет                                                         |
| Австрия              | Piratenpartei Österreich                                                    | Официально зарегистрирована                                                                   | Да                                               | Нет                                                         |
| Аргентина            | Partido Pirata Argentino                                                    | Активна, но не зарегистрирована                                                               | Нет                                              | Нет                                                         |
| Беларусь             | Пиратский центр Беларуси                                                    | Активна, но не зарегистрирована                                                               | Да                                               | Нет                                                         |
| Бельгия              | Piratenpartij                                                               | Официально зарегистрирована                                                                   | Да                                               | Нет                                                         |
| Болгария             | Пиратска Партия                                                             | Официально зарегистрирована                                                                   | Да                                               | Нет                                                         |
| Босния и Герцеговина | Piratska Partija Bosna i Hercegovina / Пиратска Партија Босна и Херцеговина | Активна, но не зарегистрирована                                                               | Да                                               | Нет                                                         |
| Бразилия             | Partido Pirata do Brasil                                                    | Активна, но не зарегистрирована                                                               | Да                                               | Нет                                                         |
| Великобритания       | Pirate Party UK                                                             | Официально зарегистрирована                                                                   | Да                                               | Нет                                                         |
| Венгрия              | Kalózpárt                                                                   | Неполитическая организация сотрудничающая с LMP                                               | н/д                                              | Опосредовано (LMP имеет 16 членов в венгерском парламенте)  |
| Венесуэла            | Partido Pirata de Venezuela                                                 | Обсуждается формирование группы активистов                                                    | н/д                                              | н/д                                                         |
| Германия             | Piratenpartei Deutschland                                                   | Официально зарегистрирована                                                                   | Да                                               | 19 мест в земельном парламенте 163 места в городском совете |
| Германия             | Young Pirates                                                               | Официально зарегистрирована                                                                   | Статус наблюдателя                               | Нет                                                         |
| Германия             | Piratenpartei Baden-Württemberg                                             | Официально зарегистрирована                                                                   | Нет                                              | 3 места в городском совете                                  |
| Германия             | Piratenpartei Bayern                                                        | Официально зарегистрирована                                                                   | Статус наблюдателя                               | Одно место в городском совете                               |
| Германия             | Piratenpartei Berlin                                                        | Официально зарегистрирована                                                                   | Запрошено получение полноценного членства в 2012 | 15 мест в земельном парламенте 51 место в городском совете  |
| Германия             | Piratenpartei Brandenburg                                                   | Официально зарегистрирована                                                                   | Нет                                              | 2 места в городском совете                                  |
| Германия             | Piratenpartei Bremen                                                        | Официально зарегистрирована                                                                   | Нет                                              | 5 мест в городском совете                                   |
| Германия             | Piratenpartei Hessen                                                        | Официально зарегистрирована                                                                   | Статус наблюдателя                               | 33 места в городском совете                                 |
| Германия             | Piratenpartei Niedersachsen                                                 | Официально зарегистрирована                                                                   | Запрошено получение полноценного членства в 2012 | 59 мест в городском совете                                  |
| Германия             | Piratenpartei Saarland                                                      | Официально зарегистрирована                                                                   | Нет                                              | 4 места в земельном парламенте                              |
| Греция               | Κόμμα Πειρατών Ελλάδας                                                      | Официально зарегистрирована                                                                   | Да                                               | Нет                                                         |
| Дания                | Piratpartiet                                                                | Официально зарегистрирована                                                                   | Да                                               | Нет                                                         |
| Израиль              | Партия пиратов Израиля                                                      | Официально зарегистрирована                                                                   | Да                                               | Нет                                                         |
| Ирландия             | Páirtí Foghlaithe na hÉireann                                               | Неактивна и не зарегистрирована                                                               | Да                                               | Нет                                                         |
| Исландия             | Пиратская партия Исландии                                                   | Официально зарегистрирована                                                                   | Покинула в 2015 году                             | 10 мест в парламенте                                        |
| Испания              | Partido Pirata                                                              | Официально зарегистрирована                                                                   | Да                                               | Нет                                                         |
| Испания              | Pirates de Catalunya                                                        | Официально зарегистрирована                                                                   | Статус наблюдателя                               | 2 места в городском совете                                  |
| Испания              | Piratas de Galicia                                                          | Официально зарегистрирована                                                                   | Нет                                              | Нет                                                         |
| Италия               | Partito Pirata Italiano                                                     | Официально зарегистрирована                                                                   | Да                                               | Нет                                                         |
| Канада               | Пиратская партия Канады                                                     | Официально зарегистрирована                                                                   | Да                                               | Нет                                                         |
| Казахстан            | Қазақстан Қарақшылар Партиясы                                               | Активна, но не зарегистрирована                                                               | Да                                               | Нет                                                         |
| Кипр                 | Pirate Party Cyprus                                                         | Активна, но не зарегистрирована                                                               | Нет                                              | Нет                                                         |
| Китай                | 中国盗版党                                                                  | Обсуждается формирование группы активистов                                                    | н/д                                              | н/д                                                         |
| Колумбия             | Partido Pirata Colombiano                                                   | Обсуждается формирование группы активистов                                                    | н/д                                              | н/д                                                         |
| Республика Корея     | Pirate Party of South Korea                                                 | Обсуждается формирование группы активистов                                                    | н/д                                              | н/д                                                         |
| Латвия               | Pirātu Partija                                                              | Активна, но не зарегистрирована                                                               | Да                                               | Нет                                                         |
| Литва                | Piratų Partija                                                              | Активна, но не зарегистрирована                                                               | Нет                                              | Нет                                                         |
| Люксембург           | Piratepartei Lëtzebuerg                                                     | Официально зарегистрирована                                                                   | Да                                               | Нет                                                         |
| Марокко              | Pirate Party of Morocco                                                     | Активна, но не зарегистрирована                                                               | Да                                               | Нет                                                         |
| Мексика              | Partido Pirata Mexicano                                                     | Активна, но не зарегистрирована                                                               | Нет                                              | Нет                                                         |
| Непал                | Pirate Party Nepal                                                          | Может быть зарегистрированной, в случае сбора 10 тыс. подписей в масштабах страны             | Нет                                              | Нет                                                         |
| Нидерланды           | Piratenpartij Nederland                                                     | Официально зарегистрирована                                                                   | Да                                               | Нет                                                         |
| Новая Зеландия       | Pirate Party of New Zealand                                                 | Активна, но не зарегистрирована                                                               | Да                                               | Нет                                                         |
| Новая Зеландия       | Young Pirates New Zealand                                                   | Активна, но не зарегистрирована                                                               | Нет                                              | Нет                                                         |
| Норвегия             | Pirate Party of Norway                                                      | Обсуждается формирование группы активистов                                                    | н/д                                              | н/д                                                         |
| Перу                 | Partido Pirata de Perú                                                      | Партия сообщила о своем образовании                                                           | н/д                                              | н/д                                                         |
| Польша               | Partia Piratów                                                              | Активна, но не зарегистрирована                                                               | Нет                                              | Нет                                                         |
| Португалия           | Partido Pirata Português                                                    | Активна, но не зарегистрирована                                                               | Да                                               | Нет                                                         |
| Румыния              | Partidul Piraţilor din România                                              | Активна, но не зарегистрирована                                                               | Да                                               | Нет                                                         |
| Россия               | Пиратская партия России                                                     | Активна, но не зарегистрирована.                                                              | Да                                               | Нет                                                         |
| Сербия               | Piratska Partija Srbije                                                     | Активна, но не зарегистрирована                                                               | Да                                               | Нет                                                         |
| Словакия             | Slovenská pirátska strana                                                   | Активна, но не зарегистрирована                                                               | Да                                               | Нет                                                         |
| Словения             | Piratska stranka Slovenije                                                  | Зарегистрирована как общественная организация, в процессе регистрации как политическая партия | Да                                               | Нет                                                         |
| США                  | United States Pirate Party                                                  | Зарегистрирована в Массачусетсе, Флориде, Оклахоме и Орегоне                                  | Нет                                              | Нет                                                         |
| США                  | Florida Pirate Party                                                        | Официально зарегистрирована                                                                   | Запрошено получение полноценного членства в 2012 | Нет                                                         |
| США                  | Massachusetts Pirate Party                                                  | Официально зарегистрирована                                                                   | Нет                                              | Нет                                                         |
| США                  | New York Pirate Party                                                       | Активна, но не зарегистрирована                                                               | Нет                                              | Нет                                                         |
| США                  | Oklahoma Pirate Party                                                       | Официально зарегистрирована                                                                   | Нет                                              | Нет                                                         |
| США                  | Oregon Pirate Party                                                         | Официально зарегистрирована                                                                   | Нет                                              | Нет                                                         |
| Тунис                | Pirate Party of Tunisia                                                     | Официально зарегистрирована                                                                   | Да                                               | Нет                                                         |
| Турция               | Korsan Partisi                                                              | Активна, но не зарегистрирована                                                               | Нет                                              | Нет                                                         |
| Украина              | Пиратская партия Украины                                                    | Активна, но не зарегистрирована                                                               | Да                                               | Нет                                                         |
| Уругвай              | Partido Pirata en Uruguay                                                   | Активна, но не зарегистрирована                                                               | Нет                                              | Нет                                                         |
|                      | Pirates without Borders                                                     | Официально зарегистрирована                                                                   | Статус наблюдателя                               | Нет                                                         |
| Финляндия            | Piraattipuolue                                                              | Официально зарегистрирована                                                                   | Да                                               | 2 места в городских советах                                 |
| Франция              | Parti pirate                                                                | Официально зарегистрирована                                                                   | Да                                               | Нет                                                         |
| Хорватия             | Piratska Stranka Hrvatske                                                   | Официально зарегистрирована                                                                   | Да                                               | Нет                                                         |
| Чехия                | Česká pirátská strana                                                       | Официально зарегистрирована                                                                   | Да                                               | 22 места в парламенте                                       |
| Чили                 | Partido Pirata de Chile                                                     | Активна, но не зарегистрирована                                                               | Нет                                              | Нет                                                         |
| Швейцария            | Piratenpartei Schweiz                                                       | Официально зарегистрирована                                                                   | Да                                               | Одно место в городском совете                               |
| Швеция               | Piratpartiet                                                                | Официально зарегистрирована                                                                   | Нет                                              | Два ДЕП                                                     |
| Швеция               | Ung Pirat                                                                   | Официально зарегистрирована                                                                   | Запрошено получение полноценного членства в 2012 | Нет                                                         |
| Эстония              | Eesti Piraadipartei                                                         | Официально зарегистрирована                                                                   | Да                                               | Нет                                                         |
| Япония               | Пиратская партия Японии                                                     | Официально зарегистрирована                                                                   | Да                                               | Нет                                                         |
| Япония               | Chiba Pirate Party                                                          | Официально зарегистрирована                                                                   | Нет                                              | Нет                                                         |